# 名人 (将棋)
将棋における名人（めいじん）は、棋士の称号の一つである。江戸時代の1612年から昭和の1937年までは将棋界の最高権威者に与えられた終身位であり、棋界の近代化にあたって短期実力制へ移行した昭和12年（1937年）以降は名人戦におけるタイトル称号となっている。女流名人、アマチュア棋戦の「名人」はそれぞれを参照。

## 概要
囲碁界と将棋界において用いられている「名人」という称号の起源は織田信長が任命した一世本因坊本因坊算砂（日海）といわれる。算砂はのちに徳川幕府の初代囲碁将棋統括最高位である連絡係に命じられたという。これが現在も各方面で常用される「名人」という言葉の起こりとされることがあるが、ただし、増川宏一『将棋II』（法政大学出版局）によると、鎌倉時代の『二中歴』にはすでに、囲碁と雙六の名人についての記述があるという。
その後、将棋の名人については大きく3つの時代に分けられる。
1. 江戸時代の将棋指しの家元の第一人者が名乗った称号（一世～十世）。徳川家康主導の下、慶長17年（1612年）、初代大橋宗桂（大橋本家）が俸禄を与えられ、初めて将棋所を任されることになったとされる[注釈 2]。それまでは本因坊算砂の碁将棋所が「将棋所」を呼称していたともいわれる[注釈 3]。以降、大橋家本家、大橋家分家、伊藤家の三家の最強者が「名人」「将棋所」を名乗る家元名人制が確立する[注釈 4]。この時代は、名人とは九段であった。なお、八段は「準名人」、七段は「上手（じょうず）」と呼ばれた。江戸幕府の瓦解とともに、将棋家元名人制は終焉を迎えた。
2. 明治・大正・昭和初期においては将棋界の年功ある実力者が推挙されて名乗った名誉称号（十一世～十三世）。この時代も、名人とは九段であった。しかし、昭和10年（1935年）に十三世名人関根金次郎が退隠する考えを表明したことで、日本将棋連盟が実力制名人戦の開催を決定。昭和12年（1937年）12月6日に木村義雄が第1期名人戦の優勝者となる。昭和13年（1938年）2月11日に関根金次郎は名人位を返上し、木村が名人位につく。これにより家元名人制時代から続いていた一世名人制が廃止され、短期実力制名人戦へ移行した。
3. 昭和13年（1938年）以降の現代においてはプロ棋戦（タイトル戦）の1つである名人戦の勝者の棋士が推戴される称号であり、次期名人戦終了まで名乗ることができる。名人位の初獲得順に「実力制第○代名人」と称する。順位戦が導入された昭和22年（1947年）以降、名人戦で戦うにはその前に、基本的にAクラスまで昇級しなければいけなくなった。当初は順位戦リーグは3クラス制（A,B,C）であり（なおかつ、B級優勝者も挑戦者決定戦に参加できた時期があった）、のちに5クラス制（A,B1,B2,C1,C2）が定着したため名人位に就くには棋士になってから最短で5年かかる。
  1. 前期名人戦の勝者の棋士が今期名人戦に敗れると前名人となり、ほかにタイトルを持っていない場合に、次期名人戦終了まではタイトルに準ずる称号として「前名人」と名乗る資格が与えられていた。（「前名人」の称号は、本人の意向により辞退することができた。）ただし、当初は「前名人」と名乗れる期間が1年間に限られておらず、最初の「前名人」である木村義雄は第六期名人戦で敗れて、翌々年の第八期に名人復位するまで「前名人」の称号であった。二人目の「前名人」である塚田正夫も第八期名人戦で木村に敗れた後、大山康晴の名人奪取・塚田自身の九段位取得の昭和27年（1952年）まで「前名人」の称号のままであった。木村・塚田以降は、大山康晴・中原誠・加藤一二三・谷川浩司が前名人を称したものの、米長邦雄が平成6年（1994年）に羽生善治に名人位を奪われ「前名人」を名乗ったのを最後に前名人の称号を名乗る棋士がおらず、令和2年（2020年）に竜王戦の「前竜王」とともに前名人の称号を廃止した。
  2. 通算5回名人戦の勝者になった棋士に「永世名人」の資格が与えられ、原則引退後に襲位することができる（十四世～）。
4. このほかに、名誉称号として贈られる「贈名人」「名誉名人」などがある。

## 家元制（世襲制）および推挙制による名人
- ＿一世名人 初代 大橋宗桂：慶長17年（1612年）に江戸幕府より俸禄を与えられた。
- ＿二世名人 二代 大橋宗古：寛永11年（1634年）に襲位。初代大橋宗桂の子。
- ＿三世名人 初代 伊藤宗看：承応03年（1654年）に襲位。二代大橋宗古の娘婿で「伊藤家」初代。生前の1691年に名人退位。
- ＿四世名人 五代 大橋宗桂：元禄04年（1691年）に襲位。初代伊藤宗看の子、二代大橋宗古の外孫。
- ＿五世名人 二代 伊藤宗印：正徳03年（1713年）に襲位。初代伊藤宗看の養子。
- ＿六世名人 三代 大橋宗与：享保08年（1723年）に襲位。初代大橋宗桂の曾孫。
- ＿七世名人 三代 伊藤宗看：享保13年（1728年）に襲位。二代伊藤宗印の子。
- ＿八世名人 九代 大橋宗桂：寛政元年（1789年）に襲位。二代伊藤宗印の孫（父は八代大橋宗桂）。三代宗看の甥。
- ＿九世名人 六代 大橋宗英：寛政11年（1799年）に襲位。三代大橋宗与の曾孫（父、五代大橋宗順は養子）。
- ＿十世名人 六代 伊藤宗看：文政08年（1825年）に襲位。五代伊藤宗印の養子。
- 十一世名人 八代 伊藤宗印：明治12年（1879年）に襲位。七代伊藤宗寿の養子。
- 十二世名人 小野五平＿ ＿：明治31年（1898年）に襲位。
- 十三世名人 関根金次郎 ＿：大正10年（1921年）に襲位。生前の昭和13年（1938年）に名人退位。

## 実力制による名人

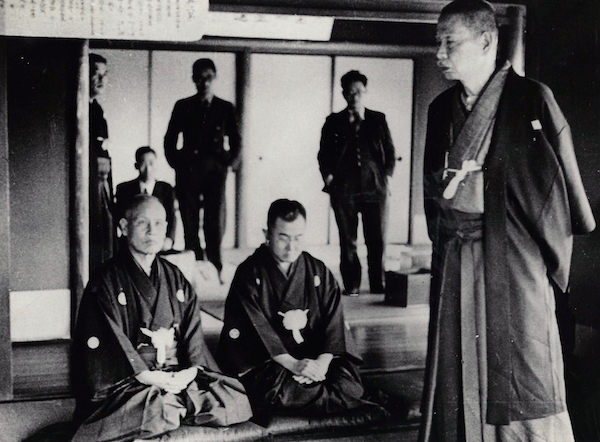
将棋名人退就位式 （昭和13年（1938年）2月）

昭和9年（1934年）、東京日日新聞学芸部長の阿部眞之助が囲碁および将棋の「実力名人戦」を企画し、第十三世名人関根金次郎が受け入れて、昭和10年（1935年）に名人を実力によって選ぶ名人戦が発足した。昭和12年（1937年）12月6日には木村義雄が第1期名人戦の優勝者と決定。昭和13年（1938年）2月11日に関根が名人を退位し、木村の名人就位式を実施した。

### 実力制歴代名人
実力制による名人位を初獲得した順に代数が与えられる。
（括弧は就位年、獲得期数は第83期までの通算、※は現役棋士）
- (1938年) 実力制初代名人 木村義雄（十四世名人、称号としての「実力制初代名人」[4]、通算8期）
- (1947年) 実力制第二代名人 塚田正夫（称号としての「実力制第二代名人」[4]、通算2期）
- (1952年) 実力制第三代名人 大山康晴（十五世名人、通算18期）
- (1957年) 実力制第四代名人 升田幸三（称号としての「実力制第四代名人」[5]、通算2期）
- (1972年) 実力制第五代名人 中原誠（十六世名人、通算15期）
- (1982年) 実力制第六代名人 加藤一二三（1期）
- (1983年) 実力制第七代名人 谷川浩司（十七世名人、通算5期※）
- (1993年) 実力制第八代名人 米長邦雄（1期）
- (1994年) 実力制第九代名人 羽生善治（十九世名人資格者、通算9期※）
- (1998年) 実力制第十代名人 佐藤康光（通算2期※）
- (2000年) 実力制第十一代名人 丸山忠久（通算2期※）
- (2002年) 実力制第十二代名人 森内俊之（十八世名人資格者、通算8期※）
- (2016年) 実力制第十三代名人 佐藤天彦（通算3期※）
- (2019年) 実力制第十四代名人 豊島将之（1期※）
- (2020年) 実力制第十五代名人 渡辺明（通算3期※）
- (2023年) 実力制第十六代名人 藤井聡太（通算3期※）

#### 称号としての「実力制名人」
称号としての「実力制名人」は、名人戦制度発足から51年後の昭和63年（1988年）、升田幸三の功績を讃えるにあたって制定された。
選定基準は「名人3期」もしくは「名人2期で抜群の活躍をしたもの」（70歳以上の引退者）とされる。
これまでに追贈されたのは、升田幸三（1988年襲位）と木村義雄（1989年追贈）、塚田正夫（同じく1989年追贈）の3名で、このうち「実力制名人」の称号を冠して表されるのは、升田と塚田の2名である。なお、称号を付する際は永世称号が上位となる習わしのため、永世名人には「実力制名人」の称号を冠さない。
称号「実力制名人」の追贈者
- 升田幸三 - 「実力制第四代名人」（1988年04月01日襲位）
- 木村義雄 - 「実力制初代名人」＿（1989年11月17日追贈）※十四世名人<永世名人>につき「実力制名人」の称号は冠さない。
- 塚田正夫 - 「実力制第二代名人」（1989年11月17日追贈）

（追贈順に記載）

### 永世名人
1949年の日本将棋連盟の規約改定により、名人位を通算5期以上保持した棋士に「永世名人」の資格を与え、引退後に襲位するようになった。ほかの将棋タイトルの永世称号や囲碁の名誉名人とは要件が異なるほか（例、将棋の永世竜王・永世女王の要件は5期連続もしくは通算7期、囲碁の名誉名人の要件は5期連続もしくは通算10期など）、将棋の永世名人の場合は「○世名人」という称号となる。代数は家元制（世襲制）および推挙制の数字を引き継ぎ、十四世からとなっている。
前述のように原則として、永世名人の襲位は引退後であるが、大山康晴は名人位通算18期および13連覇などの偉業、中原誠は名人位通算15期などの偉業、谷川浩司は当時史上最年少（21歳2か月）での名人獲得や将棋界への貢献などの偉業が讃えられ、特例として現役のままの襲位がそれぞれ認められた。
- 十四世名人 木村義雄：1946年、通算5期達成（「永世名人」制定は1949年）。1952年、引退後に襲位。
- 十五世名人 大山康晴：1956年、通算5期達成。1976年12月6日付けで、現役のまま襲位。
- 十六世名人 中原誠＿：1976年、通算5期達成。2007年11月17日付けで、現役のまま襲位。
- 十七世名人 谷川浩司：1997年、通算5期達成。2022年5月23日付けで、現役のまま襲位[7]。
- 十八世名人 森内俊之：2007年、通算5期達成（引退後=遅くとも2036年まで[注釈 6]に襲位予定）。
- 十九世名人 羽生善治：2008年、通算5期達成（引退後に襲位予定）。

## その他の名人
現役当時は名人に在位しなかったが、その功績が名人位に相当する者として、引退後や没後に名人を贈位（追贈）されるものに贈名人や名誉名人がある。また、日本将棋連盟は公認していないが、生前に関西名人と呼ばれた棋士がいる。

### 贈名人
没後の顕彰により「名人位」を追贈された者は、以下の2名がいる。
- 伊藤看寿（贈名人）：没後に追贈
- 坂田三吉（阪田三吉）（贈名人・王将）：没後の昭和30年（1955年）に日本将棋連盟により追贈

### 名誉名人
推挙によって名人が襲位していた時代に諸般の事情により襲位できなかったが、のちに日本将棋連盟（または将棋大成会）によって「名誉名人」称号を贈られた者は、以下の2名がいる。なお、升田幸三が実力制第四代名人の称号を贈られる前に「名誉名人」を打診されたが、「名誉名人は名人になれなかった者への肩書きだ。私は名人になっている」として、断っている。
- 小菅剣之助：大正10年（1921年）に名人に推挙される[要出典]が当時は専業棋士でなかったため辞退。昭和11年（1936年）に時の「将棋大成会」により名誉名人を贈位される。
- 土居市太郎：大正時代の関東棋界においては師の関根をしのぐ実質第一人者であった。昭和29年（1954年）に日本将棋連盟から贈位される。
  - ただし土居は実力制の初期まで現役で、第2期名人戦で木村義雄に挑戦している（当時52歳）。

### 関西名人
家元制（大橋家・大橋分家・伊藤家）から実力制（日本将棋連盟）への移行期にあたる明治・大正時代には、棋界が統一されておらず、さまざまな将棋団体が乱立することになった。特に大阪では、東京とは異なる独自の棋界運営が行われ、天野宗歩の弟子の小林東伯斎が関西名人もしくは大阪名人と呼ばれていた。
さらに小林の死後、小林の弟子ともいわれる坂田三吉は、大正14年（1925年）に京阪神の財界有力者に推挙されて「名人」を称した（坂田が称したのは「名人」であるが、東京の名人と区別するために、現在では「関西名人」、「大阪名人」などと表記することもある）。しかし、すでにほぼ棋界の統一を終えていた東京将棋連盟（当時）から「名人僭称」として追放され、一時的に孤立することになった。晩年に将棋連盟と和解し、実力名人制の名人戦でも活躍した坂田は、没後の顕彰により日本将棋連盟からも正式に「名人」「王将」を追贈され、大阪・通天閣のかたわらに「王将碑」が建てられた。
なお「関西名人」は、東京将棋連盟を前身とする日本将棋連盟によって統一された現代の将棋界においては非公認のものである。
- 小林東伯斎
- 坂田三吉（阪田三吉）

## 名人に関する名言など
将棋の名人に関する名言や格言など。
名人に定跡なし
名人の強さは、定跡だけにとらわれないものであるということ。
名人に香を引く
升田幸三が標榜し、かつ実現した言葉。将棋界の第一人者である名人に対して、駒落ち戦で香車を落とすハンデキャップをつけること。すなわち名人の強さを超えること。
将棋の神に選ばれたものだけが名人になれる
400年余りの名人位の歴史の中で、就位した人物がわずか28名という、名人位の特別性を表現した言葉。

## その他
- 芹沢博文は生前に「芹沢名人」の別称で呼ばれたことがある。ただこれはあくまでもテレビ番組における愛称であり、芹沢は棋士人生において順位戦A級に2期だけ在位したことがあるものの、名人位を獲得したことはなく、そもそも名人戦に挑戦したことがない。またタレントの芹澤名人は芹沢博文に由来する芸名であり、やはり名人位とは関係がなく、そもそも日本将棋連盟との接点かない。
- 昭和51年（1976年）には、主催紙移行問題が長引き、順位戦および名人戦が中止となる事態に陥った。その間の昭和51年（1976年）末に、新たな主催紙となった毎日新聞は、移籍を記念し、選抜棋士による特別名人戦と称した非公式戦のトーナメントを独自に開催し、当時八段の大内延介が優勝。大内は毎日新聞から「特別名人」の称号を贈られたが、上述のとおり、公式戦ではなく毎日新聞のイベントの一環であるため、大内の日本将棋連盟における棋士としての実績には計上されていない。ちなみに大内は、昭和50年（1975年）に行われた第34期名人戦で中原誠の挑戦者となったことはあるものの3勝4敗1持将棋で敗退し、公式な名人位獲得には至っていない。